# Stanisław Piączyński
Stanisław Piączyński herbu Ogończyk – sędzia ziemski czernihowski w latach 1637–1646, podsędek czernihowski w latach 1634–1637, zasadźca niżyński w 1628 roku.
Żołnierz w 1627 roku. Poseł na sejmy 1639 i 1645 roku z województwa czernihowskiego.